# Puchar Świata w Zapasach 2008 – styl wolny mężczyzn
Zawody Pucharu Świata w 2008 roku w stylu wolnym odbyły się w dniach 16-17 lutego we Władykaukazie (Rosja).

## Ostateczna kolejność drużynowa
| Poz. | Państwo           |
| ---- | ----------------- |
|      | Rosja             |
|      | Kuba              |
|      | Uzbekistan        |
| 4.   | Ukraina           |
| 5.   | Stany Zjednoczone |
| 6.   | Turcja            |

## Wyniki

### Grupa A
| Grupa A              |
| -------------------- |
| 1. Rosja             |
| 2. Ukraina           |
| 3. Stany Zjednoczone |

### Mecze
- Rosja -  Stany Zjednoczone 6-1
- Rosja -  Ukraina 7-0
- Ukraina -  Stany Zjednoczone 4-3

### Grupa B
| Grupa B       |
| ------------- |
| 1. Kuba       |
| 2. Uzbekistan |
| 3. Turcja     |

### Mecze
- Kuba -  Uzbekistan 3-3
- Kuba -  Turcja 7-0
- Uzbekistan -  Turcja 6-1

### Finały
- 5-6  Stany Zjednoczone -  Turcja 5-2
- 3-4  Uzbekistan -  Ukraina 4-3
- 1-2  Rosja -  Kuba 5-2

## Składy reprezentacji(brak danych odnośnie do poszczególnych miejsc)
| Waga   | RUS                                | CUB              | UZB                               | UKR               | USA                           | TUR                           |
| ------ | ---------------------------------- | ---------------- | --------------------------------- | ----------------- | ----------------------------- | ----------------------------- |
| 55 kg  | Biesik Kuduchow Osip Michajłow     | René Montero     | Dilshod Mansurov Adhamjon Ochilov | Alexander Galagan | Nicholas Simmons Stephen Abas | Ziya Daylak                   |
| 60 kg  | Ałan Dudajew                       | Yandro Quintana  | Ixtiyor Navruzov Yais Tlegenov    | Jewhenij Chawiłow | Nathan Gallick                | Erhan Bakır                   |
| 66 kg  | Szamil Batirow Irbiek Farnijew     | Geandry Garzón   | Arsłan Chutalijew                 | Andrij Stadnik    | Jared Frayer Zack Esposito    | Arif Kama Yasin Bolat         |
| 74 kg  | Dienis Cargusz Buwajsar Sajtijew   | Iván Fundora     | [[]]                              | Gia Czichladze    | Ben Askren                    | Ayhan Sucu                    |
| 84 kg  | Adam Sajtijew Gieorgij Kietojew    | Reineris Salas   | Zaurbiek Sochijew Abduł Ammajew   | Alik Muzajew      | Andy Hrovat                   | Gökhan Yavaşer                |
| 96 kg  | Ibragim Saidow Szyrwani Muradow    | Michel Batisa    | Kurban Kurbanow Oleg Kałagow      | Gieorgij Tibiłow  | Kurt Backes                   | Abdullah Güngör Rıza Yıldırım |
| 120 kg | Bachtijar Achmiedow Soslan Gogloev | Alexis Rodríguez | Artur Tajmazow                    | Iwan Iszczenko    | Steve Mocco                   | Recep Kara                    |